# Корона Шотландии

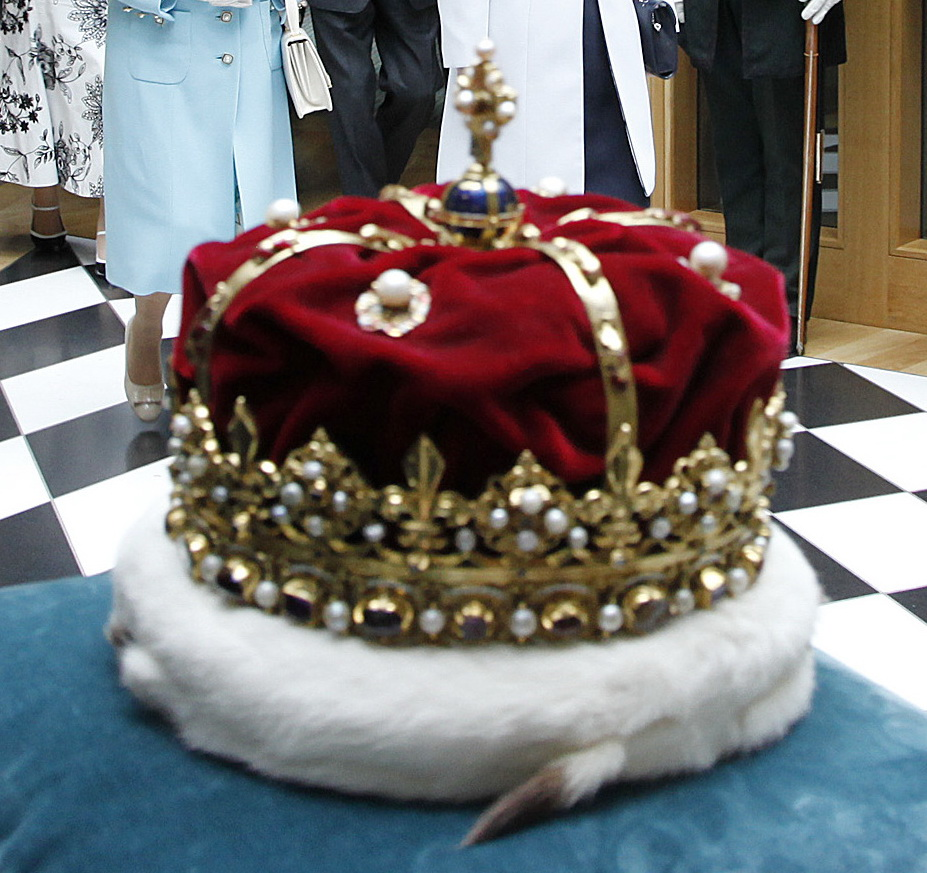
Корона Шотландии

Корона Шотландии (англ. Crown of Scotland) — старейшая королевская регалия Великобритании. Последние изменения в корону вносились в 1540 году для короля Якова V.
Корона была изготовлена королевским ювелиром Джоном Мосменом из более старой повреждённой шотландской короны. Корона имеет 2 дуги (4 полудуги), которые венчает золотой крест. У основания дуг расположены золотые геральдические лилии, между которыми помещены геральдические листья земляники. Корона украшена драгоценными и полудрагоценными камнями, а также шотландским речным жемчугом. Весит 1,64 килограмма.

## История

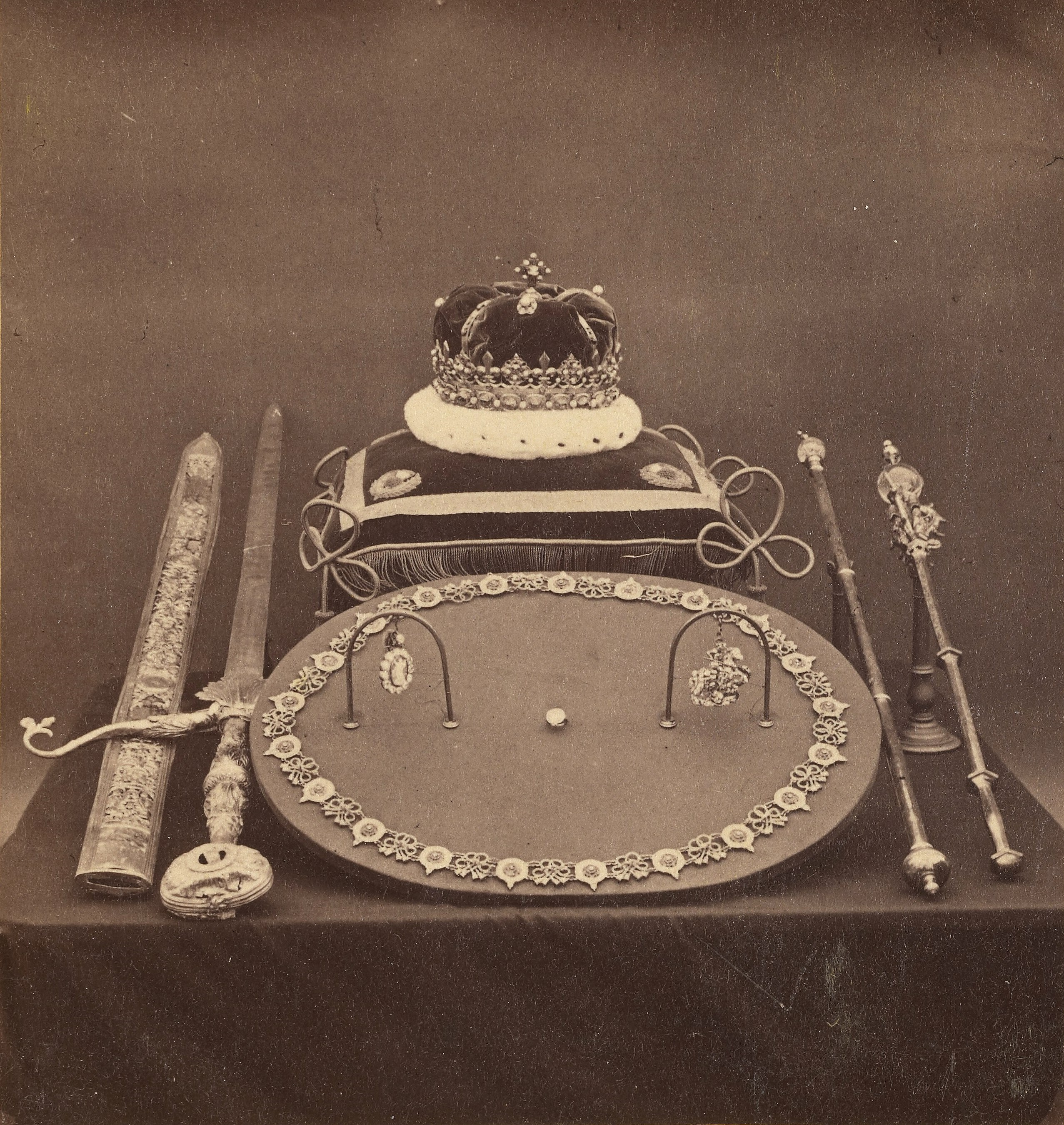
Шотландские королевские регалии. Фото 1860-х годов.

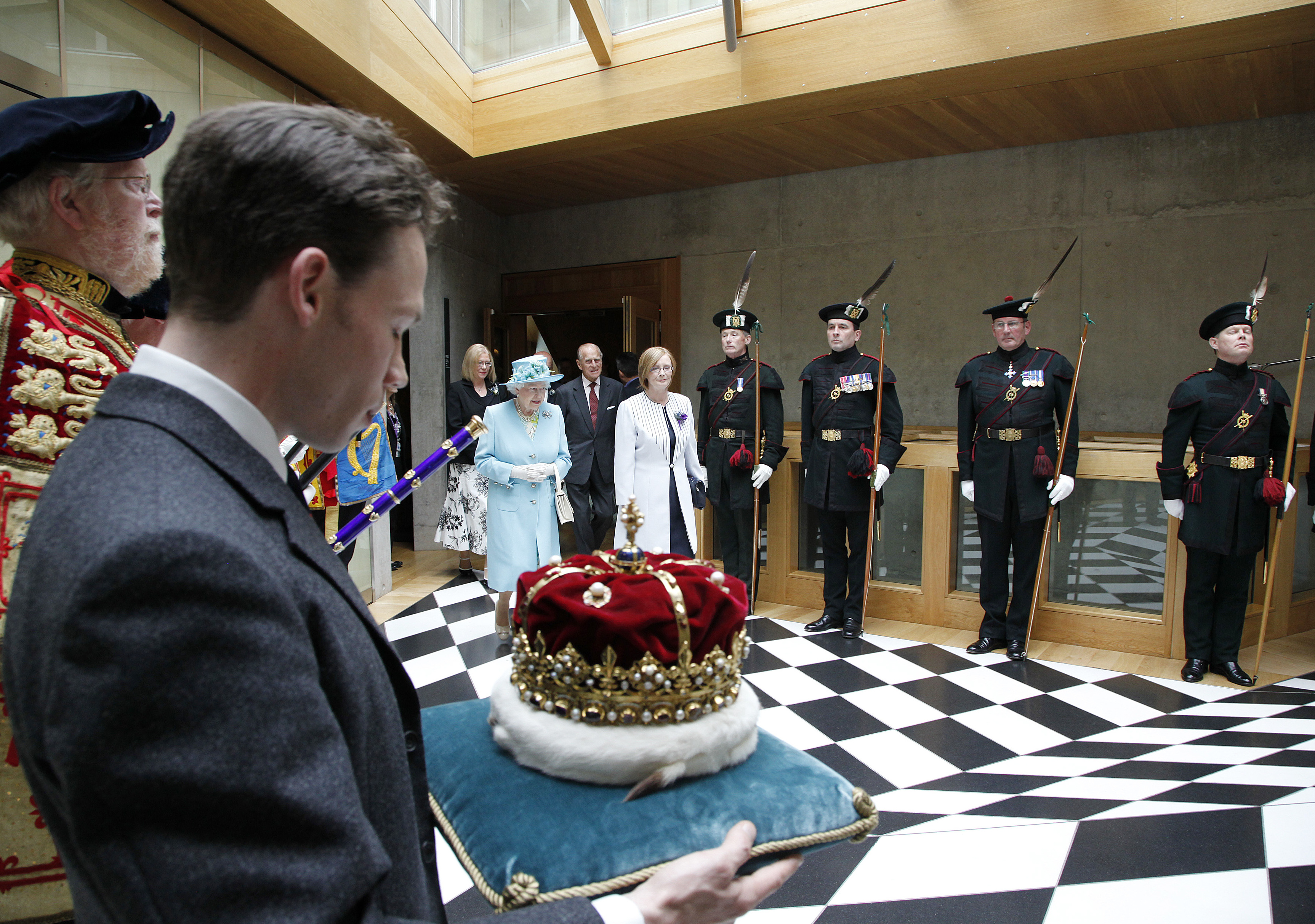
Корона Шотландии на подушке в руках герцога Гамильтона, во время посещения королевой Елизаветой II открытия 4-й сессии шотландского парламента в июле 2011 года

Впервые корона была использована Яковом V при коронации его второй жены Марии де Гиз. Также в 1567 году этой короной короновался их внук Яков VI. После того, как в 1603 году он стал королём Англии и перенёс свою резиденцию в Лондон, шотландские королевские регалии, в том числе и корона, выносились на заседания шотландского парламента, символизируя присутствие монарха.
Впоследствии корона использовалась для шотландской коронации королями Карлом I и Карлом II, после чего коронации в Шотландии не проводились и корона не использовалась. Во время английской революции и последующего правления Оливера Кромвеля корона Шотландии и остальные регалии были спрятаны, поскольку Кромвель пытался их уничтожить.
После принятия Акта об Унии 1707 и формирования королевства Великобритания, корона Шотландии временно утратила свою церемониальную роль по причине долгого отсутствия монархов в шотландской резиденции и, поэтому, была сокрыта долгое время в сундуке в Эдинбургском замке. Впоследствии местоположение короны было забыто, и только в 1818 году группа шотландских патриотов во главе с Вальтером Скоттом отыскала её. С 1819 года корона была выставлена на обозрение в специальной комнате в Эдинбургском замке. В 1822 году в Холирудском дворце корона была показана королю Георгу IV во время его визита в Шотландию (первого визита английского короля с 1651 года).

## Современное использование

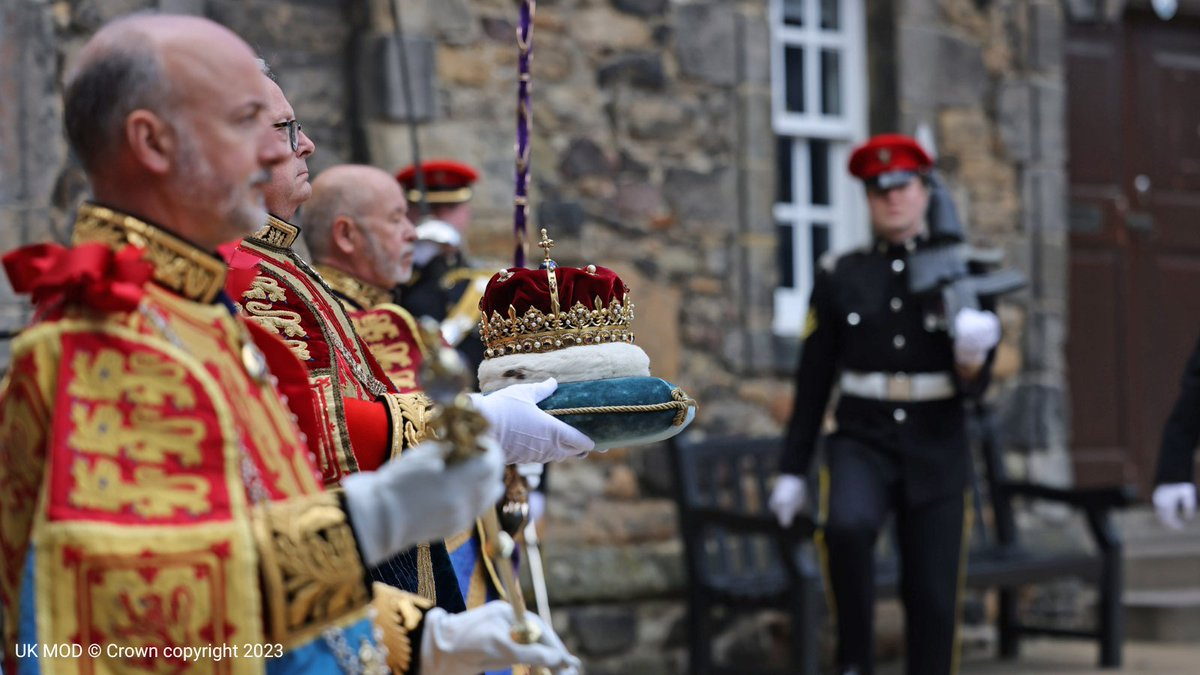
Корона Шотландии на церемонии представления Карлу III в Эдинбурге 5 июля 2023 г.

Корона Шотландии является, — наряду с королевским скипетром и мечом, а также камнем Судьбы (Скунский камень), — частью королевских регалий Шотландии и основных атрибутов государственной власти в Шотландии, представленной Короной. 24 июня 1953 года, во время визита Елизаветы II в Шотландию после коронации в Лондоне, корону Шотландии и остальные шотландские королевские регалии несли перед королевой во время официальной процессии от Холирудского дворца до собора святого Эгидия, где нового британского монарха представили шотландской Короне. Аналогичная церемония прошла с участием короля Карла III и королевы Камиллы в Эдинбурге 5 июля 2023 года.
Корону также выносили на первом собрании современного шотландского парламента в 1999 году, а также на официальном открытии парламента в 2004 году. В торжественных случаях по традиции корону выносит герцог Гамильтон.

Корону возложили на гроб с телом покойной Королевы во время официальной церемонии прощания, прошедшей с 11 по 12 сентября 2022 года в эдинбургском соборе святого Эгидия.

Геральдическое изображение короны Шотландии

Корона и другие королевские регалии хранятся в Эдинбургском замке и регулярно выставляются напоказ для туристов и посетителей.
Геральдическое изображение короны имеется на гербе Шотландии, а также традиционно помещается над входом в большинстве шотландских государственных учреждений, на почтовых ящиках, вывесках и униформе работников отделений Королевской почты, а также на учреждениях и униформе Полиции Шотландии и Шотландской службы скорой помощи.